# Andreas Schuler
Andreas Schuler (* 30. Dezember 1995 in Rothenthurm) ist ein ehemaliger Schweizer Skispringer.

## Werdegang
Sein internationales Debüt gab Schuler bei FIS-Junioren-Springen 2008. Im September des gleichen Jahres startete er in Predazzo erstmals im Alpencup, blieb jedoch ohne Erfolg. 2011 startete er beim Europäischen Olympischen Winter-Jugendfestival in Liberec und erreichte dabei Platz 37 im Einzel und Rang 10 mit der Mannschaft. Bei den Schweizer Meisterschaften im Skispringen 2011 in Einsiedeln gewann er mit der Mannschaft die Silbermedaille.
Im Dezember 2011 startete Schuler in Engelberg erstmals im Skisprung-Continental-Cup. Dabei landete er jedoch nur auf den Plätzen 72 und 74. Auch nach einem weiteren Jahr im C-Kader konnte er 2012 an gleicher Stelle im Continental Cup nur leichte Verbesserungen zeigen.
Bei den Junioren-Weltmeisterschaften 2013 im tschechischen Liberec wurde er mit der Schweizer Mannschaft Elfter im Mannschaftswettbewerb. Bei den Schweizer Meisterschaften im Skispringen 2013 im französischen Chaux-Neuve gewann er gemeinsam mit Pascal Sommer, Tobias Birchler und Pascal Kälin den Mannschaftstitel.
In den Winter 2013/14 startete Schuler mit einem dritten Rang beim Alpencup-Springen in Seefeld in Tirol. Beim folgenden Continental-Cup-Springen in Engelberg blieb er als 37. erneut ohne Punktgewinn und wurde im zweiten Springen sogar disqualifiziert. Bei den Junioren-Weltmeisterschaften 2014 im italienischen Val di Fiemme sprang er im Einzel auf den 32. Platz, bevor er mit der Mannschaft im Teamspringen Rang sieben erreichte. Den restlichen Februar verbrachte Schuler bei Springen im Continental Cup, konnte aber nur in Iron Mountain als 18. einmal in die Punkteränge springen.
Im Sommer 2014 startete Schuler in Einsiedeln erstmals im Skisprung-Grand-Prix, blieb aber als 66. bereits in der Qualifikation hängen. Daraufhin verblieb er auch weiter im C-Kader der Schweizer und springt auch weiter im Alpen- und im FIS-Cup. Nachdem er am 11. Dezember in Notodden als Dritter das Podest bestiegen hatte, erhielt er eine Woche später die Nominierung für die Qualifikation zum Skisprung-Weltcup in Engelberg. Nachdem er in der Qualifikation als 32. überraschend gut abgeschnitten hatte, verpasste er im Wettbewerb als 48. seine ersten Weltcup-Punkte deutlich. Bei den Junioren-Weltmeisterschaften 2015 wurde er im kasachischen Almaty 33. im Einzel und Siebter mit der Schweizer Mannschaft.
Schuler hält seit 2005 den Sommerrekord von 50 Metern auf der Grossen KPT-Schanze in Einsiedeln.
Ausserdem hält er seit dem 29. Januar 2017 den Schanzenrekord mit 111 m auf der HS 106 – Lötschberg in Kandersteg. Bei den Weltmeisterschaften 2017 im finnischen Lahti erreichte er die Plätze 46 von der Normal- und 47 von der Grossschanze. Mit der Schweizer Mannschaft wurde er Zehnter im Mannschaftsspringen der Männer.
Seinen bis dahin grössten Erfolg hatte Andreas Schuler am 20. August 2017 in Frenštát pod Radhoštěm. Er wurde Zweiter und stand damit das erste Mal auf einem Podium im Continental Cup. Bei der Skiflug-Weltmeisterschaft 2018 in Oberstdorf wurde er 37. im Einzel und Sechster mit der Mannschaft. Im Rahmen der Raw Air 2018 gelang ihm am 11. März 2018 in Oslo mit einem 29. Platz zum ersten Mal der Sprung in einem zweiten Durchgang eines Weltcupspringens und holte damit seine ersten Weltcuppunkte.
Bei den Schweizer Meisterschaften im Skispringen 2018 in Einsiedeln und Kandersteg gewann er im Einzel die Bronzemedaille. Gemeinsam mit Lars Kindlimann, Pascal Kälin und Dominik Peter holte er den Mannschaftstitel, womit er bereits sechs Goldmedaillen bei Schweizer Meisterschaften gewonnen hat.
Am 25. November 2018 erreichte Schuler im finnischen Ruka zum zweiten Mal in seiner Karriere den zweiten Durchgang eines Weltcupspringens und dort als 30. einen Weltcuppunkt. Bei den Weltmeisterschaften 2019 in Seefeld in Tirol erreichte er in den Einzelspringen von der Grossschanze den 26. und von der Normalschanze den 41. Platz. Mit der Schweizer Männermannschaft wurde er im Mannschaftswettbewerb Siebter.
Auch nach seinem Karriereende 2022 nimmt Andreas Schuler als Vorspringer im Weltcup teil.

## Statistik

### Weltcup-Platzierungen
| Saison  | Platz | Punkte |
| ------- | ----- | ------ |
| 2017/18 | 69.   | 002    |
| 2018/19 | 77.   | 001    |
| 2019/20 | 66.   | 005    |

### Grand-Prix-Platzierungen
| Saison | Platz | Punkte |
| ------ | ----- | ------ |
| 2017   | 63.   | 014    |
| 2020   | 31.   | 007    |

### Continental-Cup-Platzierungen
| Saison  | Platz | Punkte |
| ------- | ----- | ------ |
| 2013/14 | 137.  | 013    |
| 2014/15 | 125.  | 028    |
| 2015/16 | 069.  | 126    |
| 2016/17 | 082.  | 080    |
| 2017/18 | 032.  | 354    |
| 2018/19 | 038.  | 261    |
| 2019/20 | 048.  | 159    |
| 2020/21 | 049.  | 064    |
| 2021/22 | 049.  | 173    |